# Grumman Nutcracker
Grumman Nutcracker ist die Projektbezeichnung für ein ungewöhnliches Senkrechtstarter-Flugzeug mit Knickrumpf. Das Flugzeugkonzept wurde patentiert aber nicht realisiert. Es wurden lediglich Flugversuche mit Modellen durchgeführt.

## Beschreibung
Nutcracker (dt. Nussknacker) ist die Bezeichnung eines Mitte der 1970er Jahre begonnenen Projektes der Grumman Aerospace Corporation für ein VSTOL-Flugzeug, das den Anforderungen der US-Navy an derartige Flugzeuge für die 1990er Jahre weitestgehend genügen sollte. Eine dieser Anforderungen war, VSTOL-Flugzeuge auch von kleineren Schiffstypen wie beispielsweise Fregatten der Knox-Klasse einzusetzen.
Während damals bei konventionellen Senkrechtstartern die Schubrichtung der Triebwerke z. B. durch Schubumlenkung oder deren Schwenkung geändert wurde, sollte beim Nutcracker das komplette Rumpfheck mit Trieb- und Leitwerken um bis zu 90 Grad abwärts gekippt werden.
Zur Entwicklung dieses „Nussknackersystems“ wurden zwei Grumman OV-1 Mohawk als Testmaschinen ausgewählt, da sie konstruktiv gute Voraussetzungen mitbrachten. Mögliche militärische Rollen des Nutcrackers waren U-Bootjäger, Aufklärer, Jagdbomber und Transporter; eine zivile Nutzung wurde aber auch nicht ausgeschlossen.
Für die Aufnahme des Nutcrackers auf Schiffen sollten kleine Plattformen – ggf. kombiniert mit einem Hangar – und ein Verankerungskran ausreichen. Der geplante Start- und Landevorgang wurde von Grumman wie folgt beschrieben:
„Beim Start löst sich der Nutcracker mit abgewinkeltem Rumpfheck vom Verankerungskran und beschleunigt unter gleichzeitiger Streckung des Rumpfhecks, die von der erforderlichen Startüberhöhung abhängig ist, in sechs Sekunden auf 50 km/h, in 14 Sekunden auf 170 km/h und – völlig gestreckt – in 19 Sekunden auf 230 km/h. Beim Einleiten des Landeanfluges beginnt bereits nach drei Sekunden das Rumpfheck zu kippen. Nach 20 Sekunden ist die Geschwindigkeit auf 110 km/h reduziert, nach 17 Sekunden auf 55 km/h und nach 53 Sekunden ist der absolute Stillstand erreicht, der zur Verankerung am Kran erforderlich ist.“
Das Konzept wurde von Grumman mit dem Patent US3966142A registriert und es wurden Flugversuche mit zwei Modellflugzeugen gemacht. Letztendlich wurde das Projekt eingestellt.